# Campionato Sammarinese 2020-2021
Il Campionato Sammarinese 2020-2021 è stata la 36ª edizione del campionato di calcio di San Marino, iniziata il 12 settembre 2020 e terminata il 25 aprile 2021. La Folgore ha conquistato il titolo per la quinta volta nella sua storia.

## Formula
Inizialmente, il campionato si divideva in due fasi. Nella prima fase, le 15 squadre che componevano il campionato sammarinese si sarebbero dovute affrontare in un unico girone in gare di andata e ritorno. Le prime 12 squadre sarebbero poi state ammesse alla fase finale per decretare il campione di San Marino. La fase finale prevedeva un turno preliminare nel quale le squadre classificate dalla 5ª alla 12ª posizione si sfida in gara secca per decretare chi passerà ai quarti di finale. Le prime quattro classificate accedono direttamente ai quarti di finale. La fase a eliminazione diretta prevedeva gare secche, finale 3º posto inclusa.
A seguito della pandemia di COVID-19, il campionato è stato temporaneamente sospeso il 29 ottobre 2020, per poi riprendere il 24 febbraio 2021.
La formula è stata leggermente modificata: nella prima fase, le squadre hanno completato solamente il girone d'andata, per poi passare alla fase finale.

## Le squadre
Nel Campionato Sammarinese 2020-2021 giocano tutte le quindici squadre di calcio sammarinesi.
Le squadre presenti in campionato sono:
| Squadra        | Castello            |
| -------------- | ------------------- |
| Cailungo       | Borgo Maggiore      |
| Cosmos         | Serravalle          |
| Domagnano      | Domagnano           |
| Faetano        | Faetano             |
| Fiorentino     | Fiorentino          |
| Folgore        | Serravalle          |
| Juvenes/Dogana | Serravalle          |
| La Fiorita     | Montegiardino       |
| Libertas       | Borgo Maggiore      |
| Murata         | Città di San Marino |
| Pennarossa     | Chiesanuova         |
| San Giovanni   | Borgo Maggiore      |
| Tre Fiori      | Fiorentino          |
| Tre Penne      | Città di San Marino |
| Virtus         | Acquaviva           |

## Allenatori
| Squadra          | Allenatore                                        |
| ---------------- | ------------------------------------------------- |
| Cailungo         | Antonio Bianchi (1ª-3ª) Giuliano Bianchi (4ª-14ª) |
| Cosmos           | Cristian Protti                                   |
| Domagnano        | Paolo Cangini                                     |
| Faetano          | Alessandro Fabbri (1ª-3ª) Fulvio Fabiani (4ª-14ª) |
| Fiorentino       | Enrico Malandri                                   |
| Folgore/Falciano | Omar Lepri                                        |
| Juvenes/Dogana   | Manuel Amati                                      |
| La Fiorita       | Nicola Berardi                                    |
| Libertas         | Mirco Papini                                      |
| Murata           | Achille Fabbri                                    |
| Pennarossa       | Andy Selva                                        |
| San Giovanni     | Paolo Baffoni                                     |
| Tre Fiori        | Matteo Cecchetti                                  |
| Tre Penne        | Stefano Ceci                                      |
| Virtus           | Luigi Bizzotto                                    |

### Cambiamenti Allenatori
| Squadra  | Tecnico uscente   | Causa del cambiamento | Data del cambiamento | Posizione | Tecnico subentrante | Data del subentro |
| -------- | ----------------- | --------------------- | -------------------- | --------- | ------------------- | ----------------- |
| Cailungo | Antonio Bianchi   | Esonerato             | 2 ottobre 2020       | 13        | Giuliano Bianchi    | 3 ottobre 2020    |
| Faetano  | Alessandro Fabbri | Dimissioni            | 7 ottobre 2020       | 13        | Fulvio Fabiani      | 9 ottobre 2020    |

## Stagione regolare

### Classifica finale
|  | Pos. | Squadra        | Pt | G  | V  | N | P  | GF | GS | DR  |
|  | ---- | -------------- | -- | -- | -- | - | -- | -- | -- | --- |
|  | 1.   | La Fiorita     | 37 | 14 | 12 | 1 | 1  | 34 | 5  | +29 |
|  | 2.   | Libertas       | 29 | 14 | 9  | 2 | 3  | 21 | 11 | +10 |
|  | 3.   | Folgore        | 27 | 14 | 8  | 3 | 3  | 25 | 10 | +15 |
|  | 4.   | Tre Penne      | 27 | 14 | 9  | 0 | 5  | 30 | 20 | +10 |
|  | 5.   | Tre Fiori      | 26 | 14 | 7  | 5 | 2  | 26 | 11 | +15 |
|  | 6.   | Pennarossa     | 21 | 14 | 6  | 3 | 5  | 15 | 15 | 0   |
|  | 7.   | San Giovanni   | 19 | 14 | 5  | 4 | 5  | 17 | 20 | -3  |
|  | 8.   | Juvenes/Dogana | 19 | 14 | 6  | 1 | 7  | 23 | 34 | -11 |
|  | 9.   | Murata         | 18 | 14 | 4  | 6 | 4  | 14 | 9  | +5  |
|  | 10.  | Virtus         | 18 | 14 | 4  | 6 | 4  | 14 | 12 | +2  |
|  | 11.  | Fiorentino     | 16 | 14 | 4  | 4 | 6  | 18 | 26 | -8  |
|  | 12.  | Domagnano      | 12 | 14 | 2  | 6 | 6  | 16 | 26 | -10 |
|  | 13.  | Faetano        | 10 | 14 | 2  | 4 | 8  | 14 | 26 | -12 |
|  | 14.  | Cailungo       | 8  | 14 | 2  | 2 | 10 | 17 | 29 | -12 |
|  | 15.  | Cosmos         | 4  | 14 | 1  | 1 | 12 | 10 | 40 | -30 |

      Campione di San Marino e ammessa al turno preliminare di UEFA Champions League 2021-2022.
      Ammesse al primo turno di qualificazione UEFA Europa Conference League 2021-2022.
      Ammesse alla fase finale
      Ammesse allo spareggio

### Risultati
|                  | Cai | Cos | Dom | Fae | Fio | Fol | Juv | LaF | Lib | Mur | Pen | SaG | TFi | TPe | Vir |
| ---------------- | --- | --- | --- | --- | --- | --- | --- | --- | --- | --- | --- | --- | --- | --- | --- |
| Cailungo         |     | 3-0 |     |     |     | 0-1 |     |     | 2-3 | 1-2 | 1-1 | 0-1 |     |     | 1-2 |
| Cosmos           |     |     | 1-1 |     |     | 0-5 | 2-5 | 0-3 | 0-2 |     | 1-2 |     | 1-6 |     | 0-1 |
| Domagnano        | 0-3 |     |     |     | 1-2 | 2-2 | 0-2 |     |     |     | 2-2 | 3-1 |     |     | 0-0 |
| Faetano          | 1-0 | 1-2 | 2-2 |     | 0-1 |     |     |     | 1-2 |     |     | 1-1 |     | 2-4 |     |
| Fiorentino       | 1-1 | 5-2 |     |     |     |     |     | 0-4 | 0-0 | 0-0 | 0-1 |     | 2-2 |     |     |
| Folgore/Falciano |     |     |     | 2-0 | 2-1 |     |     | 0-1 |     |     |     | 3-0 | 1-0 | 1-0 | 1-1 |
| Juvenes/Dogana   | 4-0 |     |     | 3-2 | 2-4 | 1-6 |     |     |     | 1-1 |     | 2-1 |     | 2-1 | 0-2 |
| La Fiorita       | 7-2 |     | 3-0 | 3-0 |     |     | 6-0 |     | 1-0 |     |     | 2-1 | 1-0 |     |     |
| Libertas         |     |     | 3-0 |     |     | 2-1 | 3-0 |     |     |     | 2-0 |     |     | 0-3 | 1-0 |
| Murata           |     | 3-0 | 1-2 | 0-0 |     | 0-0 |     | 1-0 | 0-1 |     | 0-1 |     |     |     | 1-1 |
| Pennarossa       |     |     |     | 1-2 |     | 2-0 | 2-1 | 0-1 |     |     |     |     | 1-1 | 1-3 |     |
| San Giovanni     |     | 1-0 |     |     | 4-1 |     |     |     | 0-0 | 0-4 | 1-0 |     | 1-1 | 4-2 |     |
| Tre Fiori        | 3-1 |     | 0-0 | 3-0 |     |     | 4-0 |     | 3-2 | 0-0 |     |     |     | 2-1 |     |
| Tre Penne        | 3-2 | 2-1 | 4-3 |     | 4-0 |     |     | 0-1 |     | 2-1 |     |     |     |     |     |
| Virtus           |     |     |     | 2-2 | 3-1 |     |     | 1-1 |     |     | 0-1 | 1-1 | 0-1 | 0-1 |     |

### Play-off
In caso di parità passa il turno la squadra meglio classificata durante la stagione regolare
|                |       |            | Luogo e data              |
| -------------- | ----- | ---------- | ------------------------- |
| Tre Fiori      | 0 - 2 | Domagnano  | Acquaviva, 2 maggio 2021  |
| Pennarossa     | 0 - 0 | Fiorentino | Acquaviva, 1º maggio 2021 |
| Juvenes/Dogana | 0 - 3 | Virtus     | Domagnano, 1º maggio 2021 |
| San Giovanni   | 0 - 3 | Murata     | Domagnano, 2 maggio 2021  |

## Fase finale

### Quarti di finale
|            | Risultati |           | Luogo e data             |
| ---------- | --------- | --------- | ------------------------ |
| La Fiorita | 0 - 0     | Domagnano | Domagnano, 6 maggio 2021 |
| Virtus     | 2 - 3     | Libertas  | Acquaviva, 5 maggio 2021 |
| Folgore    | 1 - 1     | Murata    | Acquaviva, 6 maggio 2021 |
| Pennarossa | 1 - 2     | Tre Penne | Domagnano, 5 maggio 2021 |

### Semifinali
|            | Risultati |           | Luogo e data              |
| ---------- | --------- | --------- | ------------------------- |
| La Fiorita | 1 - 0     | Tre Penne | Acquaviva, 10 maggio 2021 |
| Folgore    | 3 - 1     | Libertas  | Acquaviva, 11 maggio 2021 |

### Finale 3º posto
|           | Risultati |          | Luogo e data               |
| --------- | --------- | -------- | -------------------------- |
| Tre Penne | 1 - 0     | Libertas | Serravalle, 21 maggio 2021 |

### Finale
|            | Risultati   |         | Luogo e data               |
| ---------- | ----------- | ------- | -------------------------- |
| La Fiorita | 0 - 1 (dts) | Folgore | Serravalle, 22 maggio 2021 |

## Verdetti
Folgore campione di San Marino 2020-2021 e qualificata al turno preliminare di UEFA Champions League 2021-2022.
 La Fiorita e Tre Penne qualificate al primo turno di qualificazione di UEFA Europa Conference League 2021-2022.